# Vyrus 987 C³ 4V
La 987 C³ 4V est un modèle de motocyclette du constructeur italien Vyrus.
À l'occasion du salon de Vérone 2009, Vyrus dévoile la 987 C³ 4V, utilisant le moteur bicylindre en V de la Ducati 1198, de 1 198,4 cm3 (106 x 67,9 mm). Il délivre 184 ch pour 155 kg, avec un couple de 13,5 mkg à 7 500 tr/min. La vitesse maximale annoncée est de 301 km/h et la capacité du réservoir est ramenée à 12 litres.
L'augmentation de la puissance envisagée jusqu'à 211 ch a finalement été abandonnée.
Les suspensions Öhlins ont été travaillées spécialement pour ce modèle.
Les étriers de frein avant délaissent la fixation latérale pour une fixation radiale.
Le premier propriétaire livré est Lorenzo Bertelli, fils du dirigeant de l'entreprise italienne Prada pour un prix supérieur à 85 000 €.